# 인주중학교 (인천)
인주중학교(仁州中學校)는 대한민국 인천광역시 미추홀구 학익동에 있는 공립 중학교이다.

## 학교 연혁
- 2003년 10월 22일 : 인주중학교 설림인가 (12학급)
- 2004년 3월 2일 : 김충회 초대 교장 부임
- 2004년 3월 3일 : 제1회 입학식 (431명)
- 2007년 2월 15일 : 제1회 졸업식 (414명)
- 2023년 9월 1일 : 제8대 이천우 교장 취임
- 2023년 12월 27일 : 제18회 졸업식 305명 ＜졸업생 누계 6,759명＞
- 2024년 3월 4일 : 제21회 입학식(321명)

## 참고 자료
- 인주중학교 - 한국교육학술정보원 학교알리미